# Listă de pești osoși din România
Lista speciilor de pești osoși din România include peste 180 de specii, toate din subclasa Actinopterygii.

## SupraordinulChondrostei

### OrdinulAcipenseriformes

#### FamiliaAcipenseridae
- Huso huso (L., 1758) = Morun
- Acipenser nudiventris (Lovetsky, 1828) = Viza
- Acipenser ruthenus ruthenus (L., 1758) = Cegă
- Acipenser güldenstaedti colchicus (Berg, 1948) = Nisetru
- Acipenser sturio (L., 1758) = Șip
- Acipenser stellatus stellatus (Pallas, 1771) = Păstrugă

## SupraordinulTeleostei

### OrdinulOrder Anguilliformes

#### FamiliaAnguillidae
- Anguilla anguilla (L., 1758) = Anghilă europeană

### OrdinulOrder Clupeiformes

#### SubordinulClupeoidei

##### FamiliaClupeidae
- Sprattus sprattus phalericus (Risso, 1826) = Șprot
- Clupeonella cultriventris cultriventris (Nordmann, 1840) = Gingirică
- Sardina pilchardus sardina (Risso, 1826) = Sardea
- Sardinella aurita (Valenciennes, 1847) = Sardeluță
- Alosa pontica pontica (Eichw., 1838) = Scrumbie de Dunăre
- Alosa maeotica maeotica (Grimm., 1901) = Scrumbie de mare
- Alosa caspia nordmanni (Antipa, 1906) = Rizeafcă

##### FamiliaEngraulidae
- Engraulis encrasicholus ponticus (Alexandrov, 1927) = Hamsie

#### SubordinulSalmonoidei

##### FamiliaSalmonidae
- Salmo trutta fario (L., 1758) = Păstrăv, Păstrăv de munte
- Salmo trutta labrax (Pallas, 1811) = Păstrăv de mare
- Salmo trutta lacustris (L., 1758) = Păstrăv de lac
- Salmo gairdneri irideus (Gibbons,  1855) = Păstrăv curcubeu
- Salvelinus fontinalis (Mitchill, 1815) = Păstrăv fântânel
- Hucho hucho (L., 1758) = Lostriță
- Coregonus lavaretus maraenoides (Poljakow, 1874) = Coregon
- Coregonus albula ladogensis (Pravolm, 1938) = Coregon mic
- Thymallus thymallus (L., 1758) = Lipan

#### SubordinulEsocoidei

##### FamiliaEsocidae
- Esox lucius (L., 1758) = Știucă

##### FamiliaUmbridae
- Umbra krameri (Walbaum, 1792) = Țigănuș

### OrdinulCypriniformes

#### SubordinulCyprinoidei

##### FamiliaCyprinidae
- Abramis ballerus (L., 1758)
- Abramis brama danubii  (Pavlov, 1956)
- Abramis sapa sapa (Pallas, 1811)
- Alburnoides bipunctatus bipunctatus (Bloch, 1782)
- Alburnus alburnus alburnus (L., 1758)
- Aristichthys nobilis (Rich., 1845)
- Aspius aspius aspius (L., 1758)
- Barbus barbus barbus (L., 1758)
- Barbus meridionalis petenyi (Heckel, 1847)
- Blicca björkna björkna (L., 1758)
- Carassius auratus auratus (L., 1758)
- Carassius auratus gibelio (Bloch, 1783)
- Carassius carassius (L., 1758)
- Chalcalburnus chalcoides mento (Agassiz, 1832)
- Chondrostoma nasus nasus (L., 1758)
- Cyprinus carpio carpio (L., 1758)
- Gobio albipinnatus (Fang, 1943)
- Gobio gobio obtusirostris (Valenciennes, 1844)
- Gobio kessleri antipai (Bănărescu, 1953)
- Gobio kessleri banaticus (Bănărescu, 1953)
- Gobio kessleri kessleri (Dybowski, 1862)
- Gobio uranoscopus frici (Vladykov, 1925)
- Hypophthalmichthys molitrix (Valenncienes, 1844)
- Leucaspius delineatus delineatus (Heckel, 1843)
- Leuciscus borysthenicus borysthenicus (Kessler, 1859)
- Leuciscus cephalus cephalus (L., 1758)
- Leuciscus idus idus (L., 1758)
- Leuciscus leuciscus leuciscus (L., 1758)
- Leuciscus souffia agassizi (Valanciennes, 1844)
- Pelecus cultratus (L., 1758)
- Phoxinus phoxinus phoxinus (L., 1758)
- Pseudorasbora parva (Schlegel, 1842)
- Rhodeus sericeus amarus (Pallas, 1776)
- Rutilus frisii frisii (Nordmann, 1840)
- Rutilus pigus virgo (Lacèpede, 1804)
- Rutilus rutilus carpathorossicus (Vladykov, 1930)
- Rutilus rutilus heckeli (Nordmann, 1840)
- Scardinius erythrophthalmus erythrophthalmus (L., 1758)
- Scardinius erythrophthalmus racovitzai (Müller, 1958)
- Tinca tinca (L., 1758)
- Vimba vimba carinata (Pallas, 1811)

##### FamiliaCobitidae
- Orthrias barbatulus barbatulus (L., 1758)
- Misgurnus fossilis (L., 1758)
- Cobitis taenia taenia (L., 1758)
- Cobitis elongata elongata (Heckel et Kner, 1868)
- Sabanejewia romanica (Bãcescu, 1943)
- Sabanejewia aurata balcanica (Karaman, 1932)
- Sabanejewia aurata vallachica (Nalbant, 1957)
- Sabanejewia aurata radnehsis (Jaszf., 1951)
- Sabanejewia aurata bulgarica (Drensky, 1928)

#### SubordinulSiluroidei

##### FamiliaSiluridae
- Silurus glanis (L., 1758)

##### FamiliaIctaluridae
- Ictalurus melas melas (Le Sueur, 1819)

### OrdinulGadiformes

##### FamiliaGadidae
- Gaidropsarus mediterraneus (L., 1758)
- Lota lota lota (L., 1758)
- Odontogadus merlangus euxinus (Nordmann, 1840)

### OrdinulBeloniformes

##### FamiliaBelonidae
- Belone belone euxini (Günther, 1866)

### OrdinulMugiliformes

##### FamiliaAtherinidae
- Atherina boyeri (Risso, 1810)
- Atherina hepsetus (L., 1758)

### OrdinulCyprinodontiformes

##### FamiliaPoeciliidae
- Gambusia affinis holbrooki (Agassiz, 1854)

### OrdinulZeiformes

##### FamiliaZeidae
- Zeus pungio (Valenncienes, 1835)
- Zeus faber (L., 1758)

### OrdinulGasterosteiformes

##### FamiliaGasterosteidae
- Pungitius platygaster platygaster (Kessler, 1859)
- Gasterosteus aculeatus aculeatus (L., 1758)
- Gasterosteus aculeatus crenobiontus (Bãcescu et Mayer, 1956)

### OrdinulSyngnathiformes

##### FamiliaSyngnathidae
- Syngnathus typhle argentatus (Pallas, 1811)
- Syngnathus tenuirostris (Rathke, 1837)
- Syngnathus variegatus (Pallas, 1811)
- Syngnathus nigrolineatus nigrolineatus (Eichwald, 1831)
- Syngnathus schmidti (Popov, 1928)
- Nerophis ophidion terres (Rathke, 1837)
- Hippocampus ramulosus (Leach, 1814)

### OrdinulScorpaeniformes

#### SubordinulScorpaenoidei

##### FamiliaScorpaenidae
- Scorpaena porcus (Linnaeus, 1758) - Scorpie de mare

##### FamiliaTriglidae
- Chelidonichthys lucerna (sin. Trigla lucerna) (Linnaeus, 1758) - Rândunică de mare

#### SubordinulCottoidei

##### FamiliaCottidae
- Cottus gobio gobio (Linnaeus, 1758) - Zglăvoacă
- Cottus poecilopus poecilopus (Heckel, 1836) - Zglăvoacă răsăriteană
- Cottus transsilvaniae Freyhof, Kottelat & Nolte, 2005 - Zglăvoacă transilvăneană

### OrdinulPerciformes

#### SubordinulPercoidei

##### FamiliaSerranidae
- Morone labrax (L., 1758)
- Serranus cabrilla (L., 1758)

##### FamiliaCentrarhidae
- Lepomis gibbosus (L., 1758)

##### FamiliaPercidae
- Perca fluviatilis fluviatilis (L., 1758)
- Gymnocephalus cernuus (L., 1758)
- Gymnocephalus schraetser (L., 1758)
- Stizostedion lucioperca (L., 1758)
- Stizostedion volgense (Gmelin, 1758)
- Aspro streber (Siebold, 1863)
- Aspro zingel (L., 1758)
- Romanichthys valsanicola (Dumitrescu, Bpnărescu, Stoica, 1957)

##### FamiliaSparidae
- Dentex dentex (L., 1758)
- Boops boops (L., 1758)
- Boops salpa (L., 1758)
- Diplodus annularis (L., 1758)
- Charax puntazzo (L., 1758)
- Sparus aurata (L., 1758)
- Pagellus erythrinus  (L., 1758)

##### FamiliaMaenidae
- Spicara smaris (L., 1758)

##### FamiliaSciaenidae
- Sciaena cirrosa (L., 1758)
- Corvina umbra (L., 1758)

##### FamiliaMullidae
- Mullus barbatus ponticus (Essipov, 1927)

##### FamiliaPomatomidae
- Pomatomus saltatrix (L., 1758)

##### FamiliaCarangidae
- Trachurus mediterraneus (Steindachner, 1868)
- Trachurus trachurus (L., 1758)

#### SubordinulLabroidei

##### FamiliaPomacentridae
- Heliases chromis (L., 1758)

##### FamiliaLabridae
- Labrus viridis prasostictes (Pallas, 1811)
- Crenilabrus ocellatus (Forskal, 1775)
- Crenilabrus griseus (L., 1758)
- Crenilabrus quinquemaculatus (Blochj, 1792)
- Crenilabrus tinca (L., 1758)
- Symphodus scina (Forskal, 1775)
- Ctenolabrus rupestris (L., 1758)
- Coris julis (L., 1758)

#### SubordinulTrachinoidei

##### FamiliaTrachinidae
- Trachinus draco (L., 1758)

##### FamiliaUranoscopidae
- Uranoscopus scaber (L., 1758)

#### SubordinulBlennioidei

##### FamiliaBlenniidae
- Blennius sanguinolentus (Pallas, 1811)
- Blennius sphynx (Valenncienes, 1830)
- Blennius pavo (Risso, 1810)
- Blennius zvonimiri ponticus (Slast., 1929)
- Blennius tentacularis (Brünici, 1768)
- Coryphoblennius galerita (L., 1758)

##### FamiliaClinidae
- Tripterygion tripteronotus (Risso, 1810)

#### SubordinulOphidioidei

##### FamiliaOphidiidae
- Ophidion rochei (Müller, 1845)

#### SubordinulAmmodytoidei

##### FamiliaAmmodytidae
- Ammodytes cicerellus (Rafinesque, 1910)

#### SubordinulCallionymoidei

##### FamiliaCallionymidae
- Callionymus festivus (Pallas, 1811)
- Callionymus belenus (Risso, 1826)

#### SubordinulGobioidei

##### FamiliaGobiidae
- Aphia minuta (A. Risso, 1810) = Guvid străveziu sau guvid de sticlă
- Babka gymnotrachelus (Kessler, 1857), sinonim Gobius gymnotrachelus gymnotrachelus (Kessler, 1857) = Moacă de nămol sau mocănaș, zglăvoacă
- Benthophiloides brauneri Beling & Iljin, 1927 = Guvid de Dunăre
- Benthophilus stellatus (Sauvage, 1874), sinonim Benthophilus stellatus stellatus (Sauvage. 1874) = Umflătură
- Gobius niger Linnaeus, 1758 = Guvid negru sau guvidă neagră
- Knipowitschia caucasica (L. S. Berg, 1916), sinonim Pomatoschistus caucasicus (Kawrejsky, 1899) = Guvid mic
- Knipowitschia longecaudata (Kessler, 1877), sinonim Pomatoschistus longecaudatus (Kessler, 1877) = Guvid cu coada lungă sau guvid de lagună
- Mesogobius batrachocephalus (Pallas, 1814), sinonim Gobius batrachocephalus (Pallas, 1811) = Hanos sau hanus
- Neogobius fluviatilis (Pallas, 1814), sinonim Gobius fluviatilis fluviatilis (Pallas, 1811) = Zimbraș sau ciobănaș, glăvoc, guvid de baltă
- Neogobius melanostomus (Pallas, 1814), sinonim Gobius melanostomus melanostomus (Pallas, 1811) = Strunghil sau stronghil
- Pomatoschistus marmoratus (A. Risso, 1810), sinonim  Pomatoschistus microps leopardinus (Nordmann, 1840) = Guvid de nisip sau guvid tărcat
- Pomatoschistus minutus (Pallas, 1770), sinonim Pomatoschistus minutus elongatus (Canestrini, 1862) = Guvid de mâl sau guvid de nisip
- Ponticola cephalargoides (Pinchuk, 1976), sinonim Gobius cephalarges cephalarges (Pallas, 1811) = Guvid de mare
- Ponticola eurycephalus (Kessler, 1874) = Guvid cu cap mare
- Ponticola kessleri (Günther, 1861), sinonim Gobius kessleri (Günther, 1861) = Guvid de baltă sau guvidie de baltă
- Ponticola ratan (Nordmann, 1840), sinonim Gobius ratan ratan (Nordmann, 1840) = Guvid ratan sau guvid vânăt
- Ponticola syrman (Nordmann, 1840), sinonim Gobius syrman syrman (Nordmann, 1840) = Guvid de Razelm
- Proterorhinus marmoratus (Pallas, 1814) = Moacă de brădiș sau cățel, guvidie mică, guvid de baltă, ciobănaș
- Zosterisessor ophiocephalus (Pallas, 1814), sinonim Gobius ophiocephalus (Pallas, 1811) = Guvid de iarbă

#### SubordinulScombroidei

##### FamiliaScombridae
- Scomber scomber (L., 1758)
- Pneumatophorus colias (Gmelin, 1738)

##### FamiliaCybiidae
- Sarda sarda ()

##### FamiliaThunnidae
- Thunnus thynnus (L., 1758)

##### FamiliaXiphiidae
- Xiphias gladius (L., 1758) = Pește spadă

#### SubordinulGobiosocoidei

##### FamiliaGobiesocidae
- Diplogaster bimaculata bimaculata (Bonnaterre, 1788)
- Diplogaster bimaculata euxinica (Murgoci, 1964)
- Apletodon microcephalus bacescui (Murgoci, 1940)
- Lepadogaster lepadogaster (Bonnaterre, 1788)
- Lepadogaster candollei (Risso, 1810)

### OrdinulPleuronectiformes

##### FamiliaBothidae
- Scophthalmus maeoticus (Pallas, 1811)
- Scophthalmus rhombus (L., 1758)

##### FamiliaPleuronectidae
- Platichthys flesus luscus (Pallas, 1811)

##### FamiliaSoleidae
- Solea nasuta (Risso, 1810)